# Projecte soviètic de la bomba atòmica
El projecte soviètic per desenvolupar una bomba atòmica (en rus Создание советской атомной бомбы) va ser un programa clandestí de recerca i desenvolupament que començà durant i després de la Segona Guerra Mundial, de resultes del descobriment soviètic del projecte nuclear estatunidenc. Aquesta recerca científica va ser dirigida pel físic nuclear soviètic Ígor Kurtxàtov, mentre que la logística militar i els esforços d'intel·ligència van ser obra del director de l'NKVD Lavrenti Béria. La Unió Soviètica es beneficià dels èxits dels esforços d'espionatge de la intel·ligència militar soviètica (el GRU). A mitjans de la II Guerra Mundial el programa va ser iniciat per Ióssif Stalin, que rebé una carta del físic Gueorgui Fliórov on l'urgia a iniciar la recerca, car Fliórov feia temps que sospitava que els Aliats ja estaven realitzant avenços en aquest camp en secret després del descobriment de la fissió nuclear el 1939. Però a causa de la guerra cruenta que tenia lloc amb Alemanya, els esforços a gran escala evitaren que els soviètics desenvolupessin la bomba atòmica, però el programa s'accelerà després dels bombardejos atòmics d'Hiroshima i Nagasaki que marcaren el final de la II Guerra Mundial. Després dels atacs atòmics sobre el Japó i de la posterior rendició japonesa el 1945, els soviètics ampliaren les seves instal·lacions de recerca, els seus reactors militars i van destinar-hi molts científics, incloent-hi els seus «espies atòmics», que aconseguiren penetrar en la investigació de l'armament nuclear americà.
Mitjançant el reixit Alsos Rus i el cercle d'espies atòmics, l'espionatge soviètic els dirigí per conduir el primer test del seu artefacte nuclear de tipus d'implosió, amb nom clau «Primera Llum» (РДС-1), el 29 d'agost de 1949 a Semipalàtinsk (RSS del Kazakhstan). Amb l'èxit de la prova, la Unió Soviètica es convertí en la segona nació després dels Estats Units que tenien èxit per desenvolupar i dur a terme proves nuclears.

## Física nuclear a la Unió Soviètica
Des d'inicis de la dècada de 1920 la investigació nuclear es desenvolupà intensament a l'Institut del Radi i a l'Institut Ioffe (ambdós a Leningrad), l'Institut Fisicotècnic Ucraïnès i a l'Institut de Química Física de Moscou.
A inicis de la dècada de 1930, els soviètics eren els principals contribuïdors a l'avenç de la física nuclear i les seves ciències relatives, com la química nuclear. L'interès inicial soviètic en la física nuclear començà a inicis de la dècada de 1930 a l'Acadèmia Soviètica de les Ciències, una època en les que es realitzaren investigacions fonamentals sobre la radioquímica i importants descobriments nuclears (la identificació del protó i del neutró com a partícules fonamentals, l'operació del primer ciclotró a les energies superiors a 1 MeV, i la primera divisió del nucli atòmic, feta per John Cockcroft i Ernest Walton), sense els quals hagués estat impossible la comprensió d'aquests problemes, el seu desenvolupament i, sobretot, la seva aplicació. Fins i tot abans de la Revolució Russa i la posterior Revolució de Febrer, el mineralogista Vladimir Vernadski realitzà diverses crides per realitzar una investigació sobre les reserves d'urani al país. La motivació principal de la investigació nuclear en aquella època era el radi, que tenia usos científic i mèdics, i podia ser recuperada dels pous d'aigua dels camps petroliers d'Ukhta.
Els fonaments del programa soviètic d'armes nuclears van ser els treballs sobre la fissió nuclear dels físics Iàkov Zeldóvitx i Iuli Khariton, publicats el 1939. Després del descobriment de la fissió nuclear els científics soviètics, igual que els científics de tot el món, s'adonaren que la reacció nuclear podia, en teoria, podia emprar-se per alliberar grans quantitats d'energia d'unió del nucli atòmic de l'urani. Com al món occidental, les notícies de la fissió crearen una gran excitació entre els científics soviètics i molts físics modificaren les seves línies de recerca cap aquelles on participava la física nuclear en particular, car consideraven que era un prometedor camp de recerca. Alguns científics pensaren que seria possible aprofitar el poder de l'energia atòmica per a propòsits humans en el transcurs d'algunes dècades. La recerca nuclear soviètica no estava lluny dels científics occidentals: Iàkov Frénkel va fer el primer treball teòric sobre la fissió a la Unió Soviètica el 1940, i Gueorgui Fliórov i Lev Russínov van concloure que 3±1 neutrons eren emesos per fissió pocs dies després que l'equip de Frédéric Joliot-Curie hagués arribat a les mateixes conclusions.
Durant la Conferència de Física Nuclear de la Unió Soviètica celebrada el 1940, que comptà amb la participació d'investigadors soviètics i estrangers, i on no es discutí només de física nuclear, sinó que també d'altres disciplines relacionades (geoquímica, físico-química, química inorgànica, etc.), Ígor Kurtxàtov exposà les investigacions desenvolupades pels científics soviètics sobre la reacció en cadena de l'urani.

## Història

### Inicis del programa

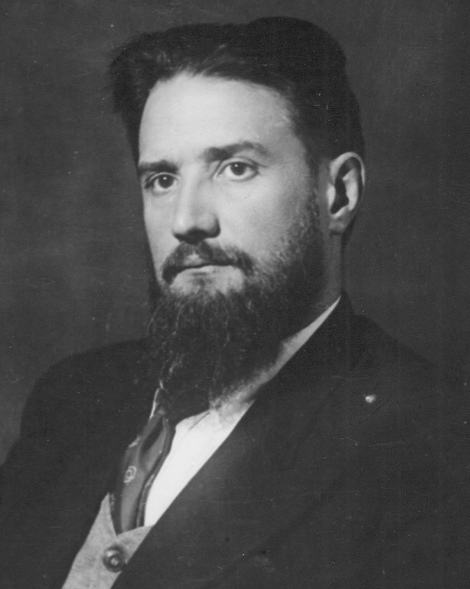
Ígor Kurtxàtov

El 1941, la informació en matèria nuclear va quedar classificada. Aquell any, l'espia soviètic Vladimir Barkovski va aconseguir una còpia de l'informe MAUD, un resum d'alt secret sobre els plans britànics per fabricar armes nuclears, així com els esforços paral·lels desenvolupats realitzats als Estats Units.
El físic soviètic Gueorgui Fliórov s'adonà que malgrat del progrés que havien fet en el camp de la fissió de l'urani els científics alemanys, britànics o americans, les publicacions científiques havien deixat de publicar sobre el tema. Fliórov deduí que això significava que la recerca havia quedat classificada als països corresponents, i va escriure a Stalin al respecte a l'abril de 1942. Cità la manca de respostes que s'havia trobat intentant generar interès en una recerca semblant, i advertí a Stalin de les conseqüències del desenvolupament d'armes atòmiques: "...els resultats seran tan essencials ... (que) no serà necessari determinar qui és culpable del fet que aquest treball hagi estat negligit al nostre país." El setembre del 1942 Stalin, que havia vist proves dels programes nuclears soviètics, decidí iniciar un programa soviètic per desenvolupar una bomba atòmica presidit per Ígor Kurtxàtov.
Després del bombardejos atòmics de les ciutats japoneses d'Hiroshima i Nagasaki i de la rendició del Japó, Stalin decidí accelerar la recerca i el desenvolupament, expandint el desenvolupament dels reactors nuclears militars i les instal·lacions de recerca per tot el país.

### Primera bomba nuclear soviètica
Emprant les dades obtingudes gràcies a Klaus Fuchs des del Projecte Manhattan de la bomba Fat Man, els soviètics van obtenir la seva primera bomba atòmica, en un període de gairebé quatre anys. Aquesta còpia exacta de la Fat Man estatudinenca va ser batejada RDS-1 (РДС-1) pels soviètics. RDS era aparentment un acrònim sense sentit, tot i que se li han donat diverses interpretacions: Реактивный двигатель специальный (Reaktivnyi Dvigatel Specialnyi, "Motor Jet Especial"), Реактивный двигатель Сталина, (Reaktivnyi Dvigatel Stalina, "Motor Jet de Stalin") o Россия делает сама (Rossiya Delayet Sama, "Rússia ho fa sola"). Als Estats Units se l'anomenà "Joe 1".
El 22 d'agost de 1949 la Unió Soviètica detonà amb èxit la RDS-1 a la Sitja de proves de Semipalàtinsk. La bomba explotà en una torre de 30 metres amb una potència de 22 quilotones.

### Desenvolupament de les primeres armes nuclears soviètiques
Durant el període transcorregut des de l'inici del programa fins a la prova de la RDS-1, els físics soviètics, així com els americans, havien aconseguit importants avenços teòrics que podien ser aplicats per millorar els dissenys de les primeres armes nuclears. Però dins del projecte existia un clima de por i pressió instaurat per Béria per aconseguir una bomba en un temps límit. Això, juntament amb la negativa de Béria d'implementar millores al disseny de Fat Man (car volia una còpia exacte del disseny car desconfiava de la informació obtinguda tant pels espies com pels científics del projecte) va provocar que no es planifiqués un projecte posterior a la fabricació d'aquesta primera bomba, passat més de 2 anys fins a la segona prova nuclear soviètica.
El pas següent va ser millorar els dissenys bàsics de les armes nuclears, amb els avenços obtinguts per la investigació científica i que Béria havia impedit incorporar. Aquestes millores eren principalment la suspensió de la càrrega nuclear, anomenada "càrrega levitant", per millorar la implosió d'aquesta, juntament amb proves d'implosió de nuclis d'urani/plutoni i la disminució de la capa d'explosius, tot això enfocat principalment a crear bombes de major rendiment i mida menor.
El resultat van ser les bombes RDS-2 i RDS-3. La RDS-2 va ser provada el 24 de setembre de 1951, al Polígon de Semipalàtinsk. Va ser detonada a una torre igual que la RDS-1 i el seu rendiment va ser de 38,3 quilotones. Es provà sobre la base d'un dispositiu impulsat de triti d'implosió d'urani (no un disseny de projectil com la "Little Boy" americana) amb un nucli de levitació. Els analistes americans l'anomenaren "Joe-2". El 19 d'octubre de 1951 es detonà una bomba de 41,2 quilotones mitjançant una estructura composta per una carcassa levitada amb nucli de plutoni i urani 235. Va ser la primera prova soviètica d'una bomba llançada des de l'aire. Alliberada des d'un bombarder Tu-4 des d'una alçada de 10 km, detonà a 400 metres sobre el terra. Va ser anomenada "Joe-3" pels americans.
L'èxit obtingut en aquestes proves motivà la seva producció en massa. Posteriorment es continuà amb la millora de les bombes, dirigint els esforços en aconseguir petites bombes tàctiques. La primera d'elles va ser la RDS-4, que es convertí en la primera arma nuclear tàctica produïda en massa per la Unió Soviètica. Es milloraren tant el disseny de la càrrega com el gruix de la capa d'explosius i la mida de la mateixa bomba. La RDS-4 consistia en un dispositiu de fissió que emprava plutoni en un disseny de nucli levitat. La primera prova va ser un llançament aeri el 23 d'agost de 1953, alliberant 28 quilotones. El RDS-4 estava format per l'ogiva del míssil d'abast mitjà R-5M, que va ser provat el 2 de febrer de 1956. A partir de la mateixa línia de desenvolupament posteriorment sorgí la bomba RDS-5, idèntica a la RDS-4 però amb un nucli compost de plutoni i urani 235, i la RDS-9, dissenyada per acoblar-se als torpedes T-5; amb un rendiment d'entre 3 i 10 quilotones. El 21 de setembre de 1955 es realitzà una prova submarina de 3,5 quilotones.

### Primeres bombes d'hidrogen soviètiques
Mentre que es milloraven les primeres bombes de fissió, s'inicià el desenvolupament de la primera arma termonuclear soviètica. Els científics soviètics ja havien realitzat alguns avenços teòrics sobre la fusió nuclear, però no va ser fins a mitjans de 1948 quan s'aconseguí acumular una considerable quantitat d'informació originària del programa nuclear estatunidenc, que es començà a planificar un projecte per a la construcció d'una bomba de fusió. La investigació teòrica estava encapçalada per Iàkov Zeldóvitx, que treballà amb un grup selecte de físics (Andrei Sàkharov, Vitali Ginzburg i Víktor Davidenko) El projecte, igual que l'estatunidenc, s'enfocà inicialment en el disseny d'un dispositiu amb deuteri líquid. Un dels primers experiments amb fusió nuclear es va fer amb la bomba RDS-2, a la que s'afegí triti. Sàkharov donà la "primera idea" pels dissenys de la nova bomba "RDS-6" (corresponent a la sèrie). El seu primer disseny va ser un dispositiu de fissió nuclear millorat amb un nucli fissionable envoltat de deuteri de liti-6 i material fissionable. Aquest disseny va ser batejat "Sloika" (per un pastís en capes típic rus). Els estatunidencs van obtenir dissenys semblants, però els soviètics se centraren a construir una bomba de llançament. La idea es materialitzà el 1953, quan es construí la bomba RDS-6, constituïda per un nucli d'urani 235 envoltat de capes alternes de deuteri de liti i urani natural. La bomba va ser detonada a Semipalàtinsk el 12 d'agost d'aquell any, explotant sobre una torre amb una potència de 400 quilotones, majorment de la fissió iniciada pels neutrons, més que no pas per la fusió.
Malgrat l'èxit relatiu assolit amb el dispositiu RDS-6, els americans ja havien aconseguit la creació de "l'autèntica superbomba". El 1952 es portà a terme a l'atol Enewetak la primera prova d'un dispositiu termonuclear de dues etapes, coneguda com a "Ivy Mike". Aquest concepte va ser assolit pels soviètics el 1953, quan l'equip de treball de Zeldóvitx, Sàkharov i Davidenko arribaren al disseny d'una bomba de fusió de dos grans etapes, basat en la comprensió hidrodinàmica. Aquest avanç sembla que es pot atribuir a Davidenko. El segon gran avanç va tenir lloc el 1954, després de la prova nuclear Castle Bravo, on els americans aconseguiren un disseny encertat, basat en la implosió de radiació. La notícia de l'experiment motivà a l'equip de científics a intensificar el programa, arribant al mateix concepte gràcies a Sàkharov. Aquest avanç va ser anomenat la "tercera idea de Sàkharov", i es materialitzà el 1955 en la bomba RDS-37, provada el 22 de novembre. Aquesta prova, en la que la bomba va ser llançada des d'un avió, va ser responsable d'una gran pèrdua humana i material producte de l'ona expansiva generada per l'enorme explosió de 1.600 quilotones (la major prova que mai es realitzà a Semipalàtinsk). Als Estats Units rebé el nom de "disseny Teller-Ulam".

### Període entre 1954 i 1959
Continuant el desenvolupament, construcció i proves dels nous dissenys d'armes nuclears tàctiques, així com els nous avenços sobre l'estudi dels efectes, el 14 de setembre de 1954 es portaren a terme al polígon de Tótskoie unes maniobres militars amb tropes reals amb el propòsit d'analitzar el possible ús d'armes nuclears en un combat real. En aquest experiment, amb nom clau "Snéjok", es detonà una bomba RDS-3 en un camp de batalla simulat on hi havia prop de 45.000 persones. Així mateix, el 1956 es realitzà un experiment semblant a Semipalàtinsk i la primera prova d'una bomba nuclear acoblada a un míssil. El 1954 començaren les proves nuclears amb la bomba RDS-9, dissenyada per ser llançada des del torpede T-5 d'un submarí. Malgrat tot, inevitablement, les proves no podien dur-se a terme disparant-se els torpedes, car a Semipalàtinsk no existia l'ambient necessari per a un experiment d'aquesta mena. La Comissió d'Estat recomanà crear un nou polígon de proves que s'ubiqués al campament de Beluixia, a la base aèria de Rogatxevo, illa sud de Nova Terra a l'oceà Àrtic, i que Txiornaia s'emprés com un camp de batalla.
Aquestes propostes van ser presentades al govern, sent acceptades, i el 17 de setembre de 1954 Nova Terra va ser designada com a "Sitja de proves de Nova Terra", la construcció de la qual començà a l'octubre, i seguí durant gran part de la Guerra Freda. La sitja es convertiria, juntament amb Semipalàtinsk en els punts de proves nuclears més importants de la Unió Soviètica. La primera prova es dugué a terme el 21 de setembre de 1955, quan es detonà una RDS-9, submergida sota el mar i detonada a 10 metres de fondària, convertint-se també en la primera prova soviètica subaquàtica. El 1957 es realitzaren dos nous experiments navals, en un dels quals es realitzà l'única detonació a superfície a Nova Terra.
Entre 1953 i 1955 es provaren les primeres armes termonuclears soviètiques, abans mencionades. La creació de la bomba RDS-37 generà noves possibilitats per a la construcció de les armes termonuclears. Així mateix, a partir de les primeres armes nuclears tàctiques es construïren d'altres d'una mida menor. Cap al 1962 gairebé tot l'arsenal soviètic havia estat renovat. Malgrat això, el desastre produït per la prova de la RDS-37 al 1955 va fer notar la necessitat d'una zona de proves menys poblada per l'experimentació de les armes nuclears de gran mida. Així, aquestes van ser traslladades a la badia de Mitiuixja, a l'illa nord de Nova Terra. El 1957 es realitzaren les primeres proves a la zona amb bombes termonuclears. El 1958 aquest polígon va ser l'escenari d'un intens bombardeig, on es realitzaren més de 20 detonacions. Aquest període d'experimentació va ser d'una gran importància per a l'avanç de nous dissenys d'armes termonuclears.
Per un altre costat, el 1957 es realitzà la primera prova nuclear a gran alçada, així com la primera detonació sobre els cels de Kapustin Iar, corresponent a la 34a prova, emplaçada dins de l'operació ZUR-215. El 1958 es realitzaren d'altres dues proves a gran alçada al mateix lloc. Aquests experiments tenien com a finalitat estudiar els efectes de les explosions en aquest ambient, així com provar sistemes anti-míssils.
El 3 de novembre es realitzà una darrera prova. Després, el govern soviètic inicià una moratòria unilateral de les proves nuclears, que durà 33 mesos i culminà el 1961.

### Període entre 1959 i 1962
El 1961, el govern soviètic decidí posar final a la moratòria, producte del deteriorament de les relacions entre els Estats Units i la Unió Soviètica. Les proves començaren a Semipalàtinsk l'1 de setembre. Al polígon es realitzaren proves amb coets "Lluna". Allà també es realitzaren les primeres proves nuclears subterrànies i una gran quantitat de proves de seguretat.
A Nova Terra s'iniciaren un programa d'experiments militats amb armes nuclears i termonuclears. Es realitzaren maniobres amb totes les branques de les Forces Armades, i va ser iniciat per Nikita Khrusxov.
La primera prova va tenir lloc el 10 de setembre de 1961. Aquesta prova va realitzar-se a petició del MinSredMash. L'experiment es realitzà amb una bomba termonuclear, que va ser llançada des d'un bombarder Tu-95 a l'àrea D-II de la badia de Mitiuxika. La bomba explotà alliberant una energia de 2,7 megatones. Immediatament després començaren les proves amb míssils. El mateix 10 de setembre es realitzà la primera prova amb míssils de curt abast. En aquesta prova, conduïda dins de l'operació Volga, es llançà un coet R-11M amb una petita ogiva nuclear. Va detonar-se a la badia Txiornaia, i va tenir èxit. La segona prova de míssils de curt abast va tenir lloc el 13 de setembre. Al mateix temps s'experimentà amb míssils R-12 d'abast mitjà. Dins de l'operació Rosa es realitzaren els dos primers experiments. La primera detonació va tenir lloc el 12 de setembre, i la segona el 16 del mateix mes. Ambdós experiments van ser coronats per l'èxit.
Es realitzà una moratòria de 10 dies després del 22 de setembre, per tornar a la tasca el 2 d'octubre. El 8 d'octubre es realitzà la primera prova nuclear amb un míssil creuer a la badia Txiornaia. El 20 d'octubre es realitzà un experiment naval amb coets R-13 a càrrec de la Flota del Nord. A l'exercici Raduga es llançà el coet equipat amb un cap termonuclear des d'un submarí K-102. Després es realitzaren d'altres experiments navals, dins de l'operació Korall, on es realitzaren dues proves nuclears, una d'elles sota l'aigua, amb torpedes T-5 disparats des d'un submarí B-130.
Els exercicis de les Forces Armades eren alternats amb proves de potents ogives termonuclears. El 30 d'octubre es realitzà la major detonació de la història, la bomba Tsar. Era un bomba d'hidrogen de 3 etapes, que alliberà una energia de més de 50 megatones, equivalents a fins a 10 cops tots els explosius usats durant la II Guerra Mundial. Estava previst que explotés amb una potència de 100 megatones, però va ser reduït poc abans del llançament. Tot i que l'arma com a tal no entrà en servei, simplement va ser una prova demostrativa de les capacitats de la tecnologia militar soviètica en aquells moments, i es detonà amb una finalitat majoritàriament propagandística. L'explosió va ser suficient per causar cremades de tercer grau a una distància de 100 km.
A Nova Terra se seguiren fent experiments del mateix tipus el 1962, incloent-hi proves amb míssil d'abast mitjà R-14 (Operació Tiulpan), exercicis de la Força Aèria i d'altres potents ogives termonuclears.
Per un altre costat, a Kasputin Iar es realitzaren proves nuclears a gran alçada amb el propòsit d'estudiar els efectes del pols electromagnètic i els sistemes antimíssils. La sèrie més important va ser el projecte K.
Va ser en aquest període quan la Unió Soviètica realitzà la major quantitat de proves nuclears en el menor temps. Entre 1961 i 1963 es realitzaren oficialment 138 proves, i 6 d'elles van superar les 10 megatones. La darrera prova soviètica a l'atmosfera va tenir lloc el 25 de desembre de 1962. Després, el 1963, se signà el Tractat de Prohibició Parcial de les Proves Nuclears, que permetia únicament la realització de detonacions subterrànies.

### Txagan
Txagan va ser detonat durant el programa d'explosions nuclears per l'economia nacional o "Projecte 7", l'equivalent soviètic a l'operació Plowshare americana per investigar els usos pacífics de les armes nuclears. Va tractar-se d'una detonació subterrània, sent disparada el 15 de gener de 1965. El lloc triat era un llit sec del riu Txagan, a l'extrem del polígon de Semipalàtinsk, i va ser triat de manera que la vora del cràter pogués embassar l'aigua del riu durant la crescuda de la primavera. El cràter resultant tenia un diàmetre de 408 metres i una fondària de 100 metres. Aviat es formà un gran llac (10,000,000 m³), conegut com el llac Txagan o llac Balapan.

## Administració i personal
La primera autoritat inqüestionable en aquest camp era l'acadèmic Vitali G. Jlopin. També van contribuir de manera molt destacada, entre d'altres, el personal de l'Institut del Radi: George A. Gamow, Ígor Kurtxàtov i Lev Misovski (creador del primer ciclotró europeu), Fritz Lange (creador del primer projecte de la bomba atòmica soviètica), així com el fundador de l'Institut de Química-Física, Nikolai Semionov. Inicialment el 1940, l'administració d'aquest programa va caure en mans del Ministeri d'Exterior Soviètic, amb Viatxeslav Mólotov com el seu primer administrador.
Stalin i Mòlotov encarregaren a l'Acadèmia Soviètica de Ciències a trobar un administrador científic notable per encapçalar la recerca en física nuclear. Abram Fedoròvitx Ioffe recomanà a Ígor Kurtxàtov a Mólotov, i Mòlotov aconsellà a Stalin que nomenés a Kurtxàtov com el cap científic del naixent programa d'armament nuclear soviètic. Entre altres figures d'importància trobem a Iuli Khariton, Iàkov Zeldóvitx, Georgui Fliórov, Abram Fedoròvitx Ioffe i el futur dissident i principal dissenyador teòric de la bomba d'hidrogen, Andrei Sàkharov.
Però, a finals de 1944, el Ministeri d'Exteriors soviètics i Mólotov es demostraren ser incapaços i políticament febles com a administradors per dirigir un projecte d'una magnitud tan gran. Aviat, el programa patí un gran revés sota Mólotov que va perdre el focus del patrimoni a causa de la guerra amb Alemanya. El 1944 Stalin passà el programa al Comissariat d'Afers Interns (l'NKVD) i Mólotov va ser substituït pel cruel Lavrenti Béria, cap de l'NKVD el 1944.. Béria era despietat i perillós, i l'NKVD, ajudat pels espies atòmics que operaven sota l'anell administratiu, informaven directament a Béria. Béria també  s'infiltrà al programa nuclear alemany, i diverses figures notables del programa alemany van ser portades a la força a la Unió Soviètica, millorant enormement els esforços armamentistes nuclears soviètics. El 25 de desembre de 1946 es posà en funcionament el primer reactor nuclear soviètic, el F-1, amb el qual va obtenir-se el plutoni necessari per a la creació d'una bomba nuclear.

## Espionatge

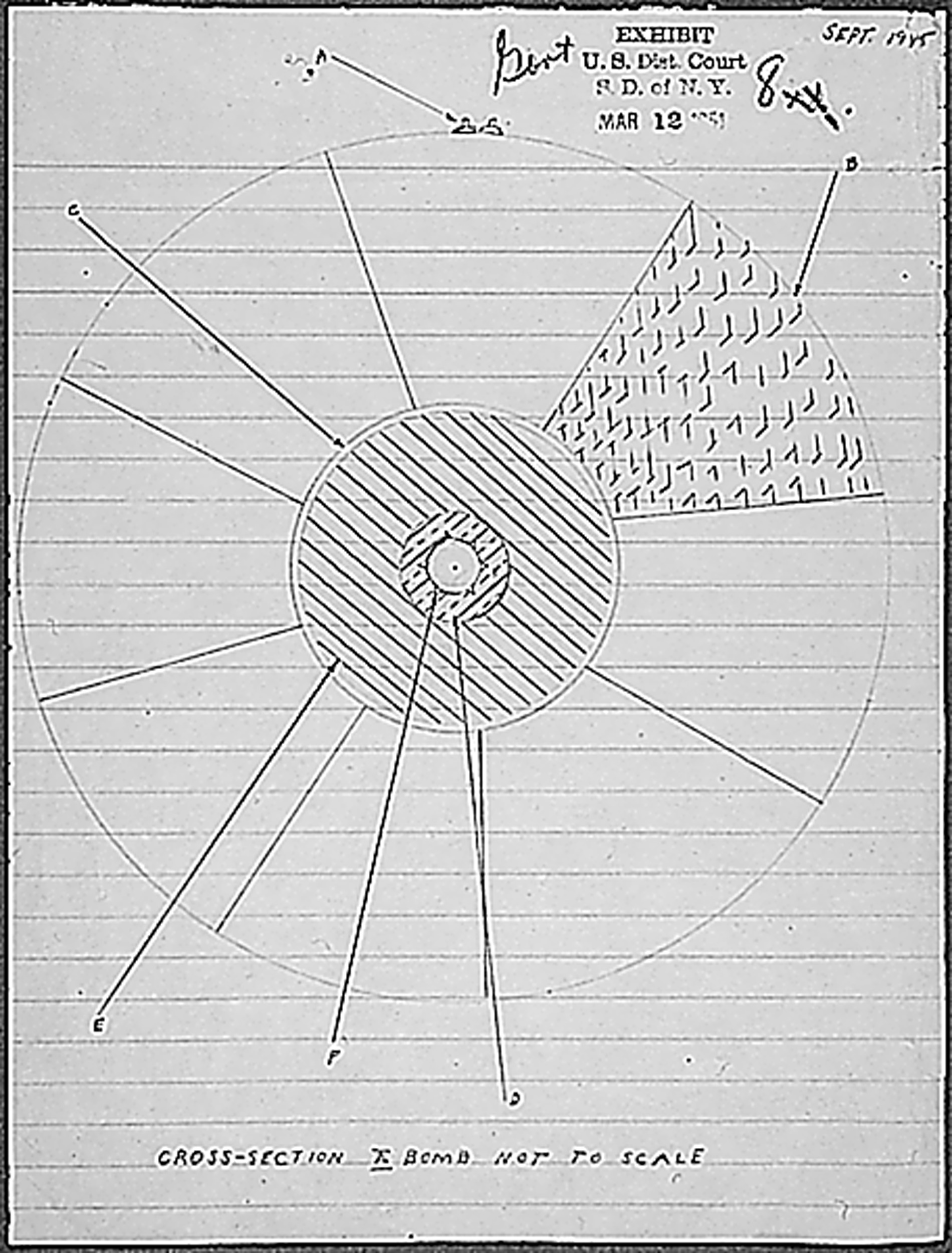
Esboç de la bomba atòmica soviètica

El projecte atòmic es beneficià enormement dels èxits de l'espionatde del Glavnoye Razvedyvatel'noye Upravleniye (GRU), així com el departament d'intel·ligència exterior de l'NKVD. Les proves de les fonts d'intel·ligència al Regne Unit van tenir un paper en la decisió del Consell de Defensa de l'Estat (el GKO), al setembre de 1942, per aprovar la resolució 2352, que senyalà l'inici del projecte de la bomba atòmica soviètica.
A través de fonts al Projecte Manhattan, notablement Klaus Fuchs, la intel·ligència soviètica va obtenir informació important sobre l'esforç de la bomba atòmica americà. Els informes d'intel·ligència van ser mostrats a Kurtxàtov i van tenir un impacte significatiu en la direcció del seu propi equip de recerca: per exemple, el treball soviètic sobre mètodes de separació de l'isòtop de l'urani va ser alterat quan va transcendir, davant la sorpresa de Kurtxàtov, que els americans havien optat pel mètode de difusió gasosa. Mentre que la recerca en altres mètodes de separació continuà durant els anys de la guerra, l'èmfasi se situà en replicar l'èxit americà amb difusió gasosa. Un altre avanç important, atribuït a intel·ligència, va ser la possibilitat d'emprar plutoni en lloc d'urani en una arma de fissió. L'extracció del plutoni en l'anomenada "pila d'urani" permetia la derivació del difícil procés de la separació de l'urani complet; quelcom que Kurtxàtov havia après de la intel·ligència del projecte Manhattan.
El 1945, la intel·ligència soviètica va obtenir els plànols del primer dispositiu atòmic americà, que podrien haver contribuït al projecte de la bomba soviètica. L'acadèmic Alexei Kojevnikov havia estimat que el camí primari en el que l'espionatge podia haver accelerat el projecte soviètic era en que permeté a Khariton a evitar proves perilloses a determinar la mida de la massa crítica: "pessigolles a la cua del drac", com es deia als Estats Units, consumien una bona quantitat de temps i segaren com a mínim dues vides, Harry K. Daghlian, Jr. i Louis Slotin.
Una de les peces clau d'informació, que la intel·ligència soviètica va obtenir de Fuchs, va ser una mostra de la fusió D-T. Aquesta dada va ser disponible als alts oficials soviètics tres anys abans que fos publicat a Physical Review el 1949. Però aquesta dada no va ser lliurada a Vitali Ginzburg o a Andrei Sakharov fins molt de temps després, pràcticament mesos abans de la seva publicació. Inicialment tant Ginzburg i Sakharov, mentre que treballaven al disseny Sloika, estimaren que una mostra seria semblant a la reacció D-D. Un cop Ginzburg i Sakharov van conèixer la mostra del disseny Sloika passà a ser prioritari, que resultà en una prova d'èxit el 1953.
A la dècada de 1990, amb la desclassificació dels arxius d'intel·ligència soviètics, que mostrà l'extensió i el tipus d'informació obtinguda pels soviètics de fons americanes, a Rússia va haver un encès debat sobre la importància relativa de l'espionatge, en oposició als esforços dels propis científics soviètics en la construcció de la bomba atòmica soviètica. La immensa categoria d'investigadors acorden que mentre que el projecte de la bomba atòmica soviètic va ser en primer lloc i principalment obra del talent dels científics soviètics, si bé és clar que els esforços de l'espionatge contribuïren al projecte en maneres diferents i realment retallaren el temps per desenvolupar la bomba atòmica.
Comparant el temps del desenvolupament de la Bomba-H, alguns investigadors arribaren a la conclusió que els soviètics tenien una escletxa per accedir a la informació classificada respecte a la bomba-H, com a mínim entre 1950 i 1953. Abans, per exemple el 1948, Fuchs donà als soviètics una actualització detallada dels avenços super-clàssic, incloent-hi la idea d'emprar liti, però no especificava que es tractava específicament de liti-6. Teller acceptà el fet que l'esquema "súper clàssic" era inviable el 1951, després dels resultats obtinguts per diversos investigadors (incloent-hi Stanislaw Ulam) i càlculs de John von Neumann a finals de 1950.
Tot i que la recerca per a l'anàloga soviètica de la "classical super" continuà fins al desembre de 1953, quan els investigadors van ser redestinats a un nou projecte en el que esdevindria un disseny de bomba-H, basat en la implosió de la radiació. Segueix sent un tema obert per a la recerca, si la intel·ligència soviètica va poder aconseguir alguna dada específica del disseny Teller-Ulam el 1953 ó a inicis de 1954. Malgrat això, els funcionaris soviètics dirigiren els científics perquè treballessin sobre un nou esquema, i tot el procés va durar menys de dos anys, iniciant-se als voltants de gener de 1954 i aconseguint realitzar una prova amb èxit al novembre de 1955. També van trigar només uns mesos abans que s'arribés a la idea de la implosió de la radiació, i no hi ha proves documentades reclamant la prioritat. També és possible que els soviètics haguessin pogut obtenir un document perdut per John Wheeler en un tren el 1953, que s'informà que contenia informació clau sobre el disseny de l'arma termonuclear.

## Problemes logístics encarats pels soviètics
L'únic gran problema durant les primeres etapes del projecte soviètic va ser aconseguir ore urani, car la Unió Soviètica no tenia fonts al seu territori a l'inici del projecte. El reactor F-1, que començà a operar al desembre de 1946, usava com a combustible urani confiscat de les restes del projecte alemany de la bomba atòmica. Aquest urani havia estat extret del Congo Belga, i havia caigut en mans alemanys després que envaïssin i ocupessin Bèlgica el 1940. Posteriorment les fonts d'urani eren les mines a l'Alemanya Oriental (SDAG Wismut), Txecoslovàquia, Bulgària, Romania i Polònia. A més, es descobriren jaciments d'urani a la Unió Soviètica.

## Ciutats secretes
Durant la Guerra Freda es crearen a la Unió Soviètica un mínim de 10 ciutats tancades, conegudes com a Atomgrads, on es realitzava la recerca i el desenvolupament de l'armament nuclear. Després de la dissolució de la Unió Soviètica, totes aquestes ciutats modificaren els seus noms (la majoria dels noms originals consistien simplement en l'oblast i una xifra). Encara estan legalment "tancades", tot i que algunes tenen parts accessibles als visitants estrangers amb permisos especials (Sarov, Snejinsk i Jeleznogorsk).
| Nom de la Guerra Freda      | Nom actual   | Establerta | Funció principal                                        |
| --------------------------- | ------------ | ---------- | ------------------------------------------------------- |
| Arzamas-16                  | Sarov        | 1946       | Recerca i disseny d'armament, assemblatge de les ogives |
| Sverdlovsk-44               | Novouralsk   | 1946       | Enriquiment del urani                                   |
| Txeliàbinsk-40 i després 65 | Oziorsk      | 1947       | Producció de plutoni; manufactura de components         |
| Sverdlovsk-45               | Lesnoi       | 1947       | Enriquiment del urani, assemblatge de les ogives        |
| Tomsk-7                     | Seversk      | 1949       | Enriquiment del urani, manufactura de components        |
| Krasnoiarsk-26              | Jeleznogorsk | 1950       | Producció de plutoni                                    |
| Zlatoust-36                 | Triokhgorni  | 1952       | Assemblatge de les ogives                               |
| Penza-19                    | Zaretxni     | 1955       | Assemblatge de les ogives                               |
| Krasnoiarsk-45              | Zelenogorsk  | 1956       | Enriquiment del urani                                   |
| Txeliabinsk-70              | Snejinsk     | 1957       | Recerca i disseny d'armament                            |